# Radio Maja
Radio Maja (bulgarisch Радио Мая) ist ein privater Hörfunksender in Bulgarien. Leitspruch des Senders ist „Чуйте музиката“ (zu dt. Hört die Musik).

## Geschichte
Radio Maja begann 1993 mit der Sendeprogramm. Zu diesem Zeitpunkt orientierte man sich am Programm der Voice of America, mit dem man eine Kooperation und Lizenzvertrag unterschrieb. Weiter besitzt das Radio Maja die Rechte für die Ausstrahlung und Nutzung der Programme der Deutschen Welle für das Gebiet Südostbulgarien.
Maja produziert in Burgas ein 24-Stunden-Programm und verfügt über keine weitere Niederlassungen und Studio-Komplexe. Die Sendeantenne befindet sich im Zentrum der Stadt, auf dem Gebäude des Hotels Bulgaria, das eine Höhe von 108 m aufweist. Das Studio befindet sich ebenfalls im Stadtzentrum in der Aleksandrowska Str. 17. Seit September 2004 gehört das Radio der RN Mediagroup.

## UKW-Frequenzen und Sendegebiet
| Provinz Burgas | 103,9 MHz |